# Danskerbingo
Danskerbingo var et dansk radioprogram, der blev sendt på DR P3 fra 2016-2020. Programmets værter var Andreas Kousholt og Jacob Weil. Programmet startede som ferieafløsningssegment om lørdagen i 2016, men overgik fra årsskiftet i 2017 til at være P3's faste formiddagsprogram mellem kl. 9-12. I 2018 vandt programmet prisen som "Årets Radioprogram". Programmet sendte sin sidste udsendelse fredag. d. 25. september 2020.

## Præmis
Programmet arbejdede ud fra præmissen at alle danskere har mindst én god historie at fortælle. I løbet af programmet blev et antal scenarier/specifikke situation opsat, hvorefter lyttere, der havde oplevet dette, kunne ringe ind og fortælle deres historie. Medvirkende lyttere har eksempelvis været de danske fodboldspillere Thomas Delaney og Christian Eriksen. 
Programmet startede i 2016 som ferieafløsningssegment om lørdagen, og blev i 2017 fast program om formiddagen på P3.

## Priser
I 2018 vandt Danskerbingo prisen som "Årets Radioprogram" ved prisuddelingen Prix Radio.